# Джеймс Джин
Джеймс Джин  (англ. James Jean 1979 р.н. ) - художник-ілюстратор і художник коміксів зі Сполучених Штатів, неодноразовий переможець в конкурсах художників обкладинок.

## Життєпис
Джеймс Джин народився  1979 року в Тайвані. Батьки перебралися в США. Хлопець зростав і навчався в містечку Парсіпані (Parsippany), штат Нью-Джерсі. Влаштувався в Школу візуальних мистецтв (School of Visual Arts) в місті Нью-Йорк, котру непогано закінчив.
Почав робити ілюстрації з 2001 року. Брав участь в декількох графічних конкурсах. Вже  2004 року  отримав першу нагороду в цій галузі графіки — премію Айснера в номінації «найкращий художник обкладинки». Вдруге цю ж премію отримав 2007 року.

## Художня манера
Дотримується стилістики сюрреалізму. Ретельно відтворює фантазійні і дитячі образи. Серед улюблених персонажів — довгонога і наївна дівчинка-підліток. Графічні техніки дозволяють відтворювати сюжет лише одною фарбою. Якщо раніше це була лише чорна фарба,в 20 ст. до неї додали яку завгодно. Персонажі можуть бути відтворені одною зеленою, одною фіалковою, блакитною чи двома яскравими і ненатуральними фарбами. Джеймс Джин широко використовує ці засоби створення власних ілюстрацій.
На початку 2010-х  рр. спробував власні сили в стінопису. Персонаж монументального твору на фасаді — та ж довгонога і наївна дівчинка-підліток, вкрита листям і стрічками, що мокне під дощем. Вся композиція нагадує малюнок, збільшений до розмірів чотириповерхового будинку. Використана лише одна червонувата фарба, як в плакаті чи ілюстрації до популярного молодіжного журналу. Сильною стороною обдарування Джеймса Джина є яскрава декоративність образів.
Дівчинку в стінопису можна сприймати і як персонажа японської гравюри укійо-е, і як алегорію (весни, осені, теплого літнього дощу, від якого не хочеться ховатися). Персонаж приємний, неагресивний і різко контрастує вишуканим малюнком і ретельним виконанням з сучасними безглуздими графіті.